# Eugène Vintras
 (mai 2013).
Si vous disposez d'ouvrages ou d'articles de référence ou si vous connaissez des sites web de qualité traitant du thème abordé ici, merci de compléter l'article en donnant les références utiles à sa vérifiabilité et en les liant à la section « Notes et références ».
Pierre-Michel-Eugène Vintras, dit Pierre-Michel-Élie, né à Bayeux le 7 avril 1807 et mort à Lyon le 7 décembre 1875, est un ouvrier cartonnier de Tilly-sur-Seulles, qui prétendit être la réincarnation du prophète Élie et fut créateur d'une secte. 

## Biographie
Né en 1807, il est l'enfant illégitime de Marie Vintras, qui l’élève jusqu’à l’âge d’environ dix ans et le place ensuite à l’hôpital général des enfants trouvés de la ville de Bayeux. Après avoir quitté Bayeux et travaillé pendant trois mois à Trévières, comme ouvrier tailleur, il épouse Marie Vinard, une blanchisseuse, dont il aura un fils. Il est alors marchand colporteur, mais ne parvient pas à en vivre.

### L'escroc
En janvier 1833, il est condamné à quinze jours de prison par le tribunal correctionnel de Bayeux pour avoir tenté d'échapper aux effets d'une saisie de ses biens demandée par un de ses créanciers.
À sa sortie de prison, il ouvre un café à Bayeux, rue des Cuisiniers, où, semble-t-il, il est aussi proxénète. Il quitte ensuite Bayeux pour Paris, avec le projet d'intégrer la police. Il y est hébergé par un ouvrier sellier, Le Masson, qu'il avait connu en prison. Vintras quitte cependant les lieux sans prévenir, emportant de l'argent volé à Le Masson, qu'il finira par rendre sur intervention de l'épouse de son hôte.
De retour à Caen, il travaille pour un marchand de vins du nom de Guilbert afin d'acquitter une dette. Il est cependant mis à la porte après que Guilbert découvre que Vintras le vole. Employé comme domestique dans un hôtel, il est de nouveau renvoyé pour vol. Il est ensuite domestique au service d’un Anglais à Lion-sur-Mer.
Il s'associe alors avec un ancien notaire du nom de Geoffroy, condamné en 1824 ou 1825 pour abus de confiance. Dans ce cadre, il devient directeur d'un moulin à papier à Tilly-sur-Seulles, en 1839 ; mais l'installation, vétuste, a besoin de réparations urgentes qui ne sont pas faites, et l'affaire n'est pas lucrative.

### Le prophète
Vintras déclare, au mois de novembre 1839, que saint Joseph lui est apparu dans l’église de Tilly-sur-Seulles. Le saint lui aurait demandé de prendre en note les déclarations qu'il lui aurait faites. Peu après, Geoffroy annonce avoir été visité par saint Michel en la personne d’un vieillard mendiant. Par la suite, Vintras se dit fréquemment visité, à Tilly, à Caen, dans l’église Saint-Pierre et dans beaucoup d’autres lieux par saint Joseph, qui le mettrait en rapport avec la Vierge Marie, Jésus et l’archange saint Michel. Geoffroy, qui se fait désormais appeler « frère Jean », engage un ancien client, le baron de Razac, pour qui il avait acheté la terre et le château de Fosse près Saint-Sylvain, à les suivre. Quelques prêtres locaux se joignent à Vintras qui trouve aussi plus loin d'autres partisans et défenseurs.
Ces révélations et entretiens de Vintras avec saint Joseph ont cependant des ressemblances troublantes avec des textes de divers auteurs ecclésiastiques comme Massillon.

### L'«Œuvre de la Miséricorde»
La doctrine de Vintras affirme que Dieu a d’abord régné sur le monde, c’est le mosaïsme ; ensuite est venu Dieu le fils, c’est le christianisme ; le temps du règne du Saint-Esprit, dit de la « liberté des enfants de Dieu ». Désormais arrivé, Eugène Vintras en est le messie et le prophète. Investi d’une aussi importante mission, il se doit de porter un nom en rapport avec elle, et se fera appeler « Pierre-Michel-Élie ».
Dans ce règne du Saint-Esprit, placé sous le signe de l’affranchissement, les mouvements de la concupiscence ne sont ni bons ni mauvais, et on peut par conséquent s’y abandonner sans crime, liberté dont Vintras use largement. La secte, qui se donne le nom d’« Œuvre de la Miséricorde », est organisée en « septaines », des centres d’action composés de sept personnes chacun, correspondant les uns avec les autres, et travaillant en commun à propager la nouvelle doctrine. Tous les adeptes ont des noms d’anges, avec la terminaison hébraïque en « aêl », révélés par saint Joseph, qui indique aussi les noms des personnes mortes dans la grâce, ainsi que l’ordre dans lequel elles sont placées dans l’autre monde : « légions, trônes, dominations », etc.
La « Septaine sacrée », qui prime sur toutes les autres et dont le siège était à Tilly-sur-Seulles, a un plus grand nombre de membres. Ayant pour objet de maintenir l’unité d’action et de prévenir tout schisme dans l’œuvre, elle a effet le don de l’infaillibilité ; ses décisions deviennent actes de foi et elle contrôle les actes des autres septaines. Malgré la proclamation par ces groupes de leur appartenance à l’Église catholique, le Saint-Siège et les évêques condamnent cette doctrine.
Le baron de Razac s'engage dans cette secte et son château, dénommé la "Tente", en devient le centre spirituel. La secte, compte alors près de deux mille adeptes dans les villes de Rouen, Le Mans, Paris, Angers, Tours, Cahors et Albi.  Un ecclésiastique originaire de Savoie devient le logographe de la secte. Il fait paraitre anonymement chez Locquin, en 1841, la première publication des « Enfants de l’Œuvre », l’Opuscule sur des communications annonçant l’Œuvre de la Miséricorde. À partir de ce moment, la secte publie plusieurs brochures collectivement rédigées, puis, à la fin de 1842, un périodique nommé la Voix de la Septaine, dont paraissentent quarante-huit livraisons jusqu’en 1846. La plupart des écrits de la secte émanent de la plume de Charvoz, qui avait publié en 1846, sous le pseudonyme de l’abbé La Paraz, les Prisons d’un prophète actuel poursuivi par tous les pouvoirs.
À partir de 1841, Vintras dit avoir obtenu, lors de cérémonies, de mystérieuses hosties sanglantes, dont certaines sont transmises à l'occultiste Joanny Bricaud. Autre occultiste, Éliphas Lévi rend visite à Vintras. Stanislas de Guaita lui consacre une longue étude qui se conclut par : « Les hosties sanglantes sont vraies, mais elles sont démoniaques ! ».
L’année suivante, Vintras, accusé d'escroquerie, est incarcéré pendant six ans.
Le 8 novembre 1843, le pape Grégoire XVI condamna la secte de Vintras dans l'épître Ubi novam.
Il reprend sa prédication en 1848, il est ensuite exilé par le Second Empire et ne rentre en France qu'en 1862.

### Fin de vie
Eugène Vintras meurt le 7 décembre 1875 à Lyon et est enterré au nouveau cimetière de la Guillotière.
À sa mort, en 1875, l’abbé Boullan tente, sans succès, de lui succéder à la tête de la secte.

## Postérité
Maurice Barrès, dans son roman La Colline inspirée, décrit longuement l’influence que Vintras, dépeint comme un mystificateur, exerça notamment sur les trois frères Baillard, ecclésiastiques non fictifs, responsables du sanctuaire lorrain de Notre-Dame de Sion. 
Joris-Karl Huysmans l’a évoqué dans Là-bas en 1891. 
L’abbé Bouix, journaliste catholique, fait une description très négative de cette communauté dans L'œuvre de la miséricorde ou La nouvelle secte dévoilée, publiée par l'imprimerie de l'archevêché de Paris en 1849.

### Autres sources
- Auguste François Lecanu, Dictionnaire des prophéties et des miracles, vol. 2, Paris, J.-P. Migne, 1855, 1284 p.
- Joseph-Marie Quérard, Les Supercheries littéraires dévoilées : galerie des auteurs apocryphes, supposés, déguisés, plagiaires et des éditeurs infidèles de la littérature française pendant les quatre derniers siècles : Ensemble les industriels littéraires et les lettrés qui se sont anoblis à notre époque, vol. 3, Paris, L'éditeur, 1850, 614 p.